# Heterochordeumatidae
Heterochordeumatidae – rodzina dwuparców z rzędu Chordeumatida i podrzędu Heterochordeumatidea.
Walcowate ciała tych dwuparców mają szerokie paranota, wyrastające z metazonitów pierścieni położonych za collum. U dorosłych samic tułów złożony jest 32, a u dorosłych samców z 30 lub 32 pierścieni. Na metazonitach i brzegach paranota występują włoski, do których, być może przy współudziale wydzielin, przyklejają się grudki podłoża. Odnóża jedenastej pary są niezmodyfikowane. Gonopody przedniej pary mogą być wolne lub w różnym stopniu zlane ze sobą lub ze sternum. Tylna para gonopodów wykazuje znaczną zmienność międzygatunkową.
Przedstawiciele rodziny zasiedlają krainę orientalną, od Mjanmy po Indonezję. Charakterystyczne dla nich występowanie w tropikach jest rzadkością w obrębie Chordeumatida.
Takson ten wprowadzony został w 1894 przez Reginalda Innesa Pococka jako podrodzina Heterochordeuminae. W 1985 Filippo Silvestri wyniósł go do rangi osobnej rodziny, której nazwa została skorygowana w 1986 przez Oratora Fullera Cooka. W 1963 Richard Hoffman po przebadaniu gonopodów okazów Pococka sugerował, że rodzina ta jest najbardziej prymitywna w obrębie Chordeumatida oraz że rząd ten może być blisko spokrewniony z Platydesmida. Ponowne przebadanie owych okazów oraz opisanie nowych w 2000 przez William Sheara pozwoliło odrzucić tę hipotezę, a w cechach budowy gonopodów rozpoznać parallelizm ewolucyjny.
Heterochordeumatidae wraz z czterema innymi rodzinami należą do nadrodziny Heterochordeumatoidea. Obejmują 6 gatunków, zgrupowanych w 3 rodzajach:
- Heterochordeuma Pocock, 1893
- Infulathrix Shear, 2000
- Pyrgeuma Shear, 2012